# Narakin Butaka
Narakin Butaka (thailändisch นครินทร์ บุตะกะ; * 29. Januar 2006), auch als Mark bekannt, ist ein thailändischer Fußballspieler.

## Karriere
Narakin Butaka erlernte das Fußballspielen in Schulmannschaft der Pitchayabundit School. Im Sommer 2023 ging er nach Deutschland. Hier trainierte er bei den Bundesligisten FC Bayern München und Borussia Dortmund. Seinen ersten Vertrag unterschrieb er Mitte Januar 2024 in Nong Bua Lamphu beim Zweitligisten Nongbua Pitchaya FC. Im gleichen Monat wechselte er bis Saisonende zum Team des Pitchaya Bundit College. Mit der Mannschaft spielte er in der North/Eastern Region der vierten Liga, der Thailand Semi-Pro League. Für das Team bestritt er acht Ligaspiele. Am Ende der Saison wurde er mit der Mannschaft Tabellenzweiter. Im Sommer 2024 unterschrieb er einen Vertrag beim Zweitligisten Lampang FC. Sein Zweitligadebüt für den Verein aus Lampang gab Narakin Butaka am 5. Oktober 2024 (8. Spieltag) im Heimspiel gegen den Chainat Hornbill FC. Bei dem 2:1-Erfolg wurde er in der 67. Minute für Pansiri Sukunee eingewechselt.